# Nitrendipine
La nitrendipine est une molécule de la famille des dihydropyridines qui a un effet antagoniste du calcium. Elle est principalement utilisée comme médicament antihypertenseur.

## Propriétés pharmacologiques
La nitrendipine bloque les canaux du calcium présents sur les muscles qui entourent les vaisseaux sanguins (voir Inhibiteur calcique). Ce qui entraîne leur relaxation et la dilatation des vaisseaux sanguins. Ainsi la tension artérielle diminue.

## Effets indésirables
Les effets indésirables les plus fréquents sont :
- maux de tête,
- rougeurs du visage,
- bouffées de chaleur,
- hypotension artérielle,
- œdèmes des membres inférieurs.

Ces effets peuvent apparaître au début du traitement puis disparaître ensuite.

## Stéréochimie
La nitrendipine contient un stéréocentre et se compose  donc de deux énantiomères. Pratiquement, c'est un racémique, c'est-à-dire un mélange 1:1 des formes ( R ) et ( S ):
| Énantiomères de la nimodipine | Énantiomères de la nimodipine |
| ----------------------------- | ----------------------------- |
| numéro CAS : 80890-07-9       | numéro CAS: 80873-62-7        |